# Шеврие, Франсуа-Антуан
Антуан Франсуа Шеврие (фр. François-Antoine Chevrier; 11 октября 1721, Нанси — 26 июня 1762, Роттердам) — французский писатель-публицист, сатирик, журналист, драматург, историк Лотарингии.

## Биография
Был родом из Лотарингии, родился в семье фермера. С 1740 по 1743 год изучал право в университете Понт-а-Муссон, получив с 1743 года право заниматься адвокатской практикой, однако юристом решил не становиться. Был автором множества сатирических брошюр, направленных против знатных людей, в том числе против последнего лотарингского герцога Станислава Лещинского, по указанию которого был в 1743 году выслан из родных мест. Поселившись после этого в Париже (и прожив там, как предполагается, до 1746 года), он работал драматургом при театре и часто был вынужден — в основном не по своей воле — менять место жительства из-за угроз со стороны знатных особ, которых он оскорблял в своих сатирах, или же из-за проблем с полицией. С 1749 года он некоторое время он служил секретарём у маркиза Курсе, когда тот воевал на Корсике, и даже был избран членом-корреспондентом Корсиканской академии наук; в 1751 году вернулся в Париж и по-прежнему работал у Курсе.
В конце концов Шеврие пришлось в августе 1757 года покинуть Францию, после чего он жил в Ганновере, других германских государствах, Австрийских Нидерландах, Голландии, занимаясь редактированием печатных изданий. Известно, что в 1758 году он жил во Франкфурте (до этого некоторое время находясь в Касселе), в 1759 году на некоторое время вернулся в Нанси, но после, вероятно, никогда не бывал во Франции; в августе 1759 года уехал в Германию, затем долго жил в Брюсселе, в сентябре 1761 года переехал в Гаагу, а последние дни жизни провёл в Роттердаме, уехав туда 16 июня 1762 года. После публикации им сатирического антифранцузского романа «Le Colporteur» на рубеже 1761 и 1762 годов французское правительство стало добиваться у голландских властей выдачи ему находившегося тогда в Голландии Шеврие. Однако летом того же года сатирик, которого уже собирались арестовать, скоропостижно скончался от болезни желудка, вызванной, как предполагается, хроническим недоеданием.
Его первым произведением стал «моральный и критический» роман «Recueil de ces dames» (1744). Он также написал ряд комедий и издавал под покровительством Ришельё «Journal militaire» (1757, в Ганновере), редактировал «Mémoires du temps», в Брюсселе (1761). Его перу принадлежит также ряд литературно-политических памфлетов и романов: «Minakalis» (1752); «Cela est Singulier» (1752); «Magakou» (1752); «Le Colporteur» (1761); «Histoire de la vie de M. Maubert» (1761); «Vie du fameux P. Norbert» (1762); «Les trois C.» (1762), a также «Histoire de Lorraine» (1758, тома I, V, VIII, IX) и «Mémoires pour servir à l’histoire des hommes illustres de Lorraine» (1754).